# Tipton (Pennsilvània)
Tipton és una concentració de població designada pel cens dels Estats Units a l'estat de Pennsilvània. Segons el cens del 2000 tenia 1.225 habitants.

## Demografia
Segons el cens del 2000, Tipton tenia 1.225 habitants, 463 habitatges, i 356 famílies. La densitat de població era de 255,7 habitants/km².
Dels 463 habitatges en un 33,5% hi vivien nens de menys de 18 anys, en un 67,4% hi vivien parelles casades, en un 5,6% dones solteres, i en un 23,1% no eren unitats familiars. En el 19,2% dels habitatges hi vivien persones soles el 8,9% de les quals corresponia a persones de 65 anys o més que vivien soles. El nombre mitjà de persones vivint en cada habitatge era de 2,65 i el nombre mitjà de persones que vivien en cada família era de 3,03.
Per edats la població es repartia de la següent manera: un 23,8% tenia menys de 18 anys, un 7,3% entre 18 i 24, un 28,7% entre 25 i 44, un 25% de 45 a 60 i un 15,2% 65 anys o més.
L'edat mediana era de 40 anys. Per cada 100 dones de 18 o més anys hi havia 101,9 homes.
La renda mediana per habitatge era de 51.250 $ i la renda mediana per família de 59.100 $. Els homes tenien una renda mediana de 37.596 $ mentre que les dones 28.359 $. La renda per capita de la població era de 21.320 $. Entorn del 6% de les famílies i el 12% de la població estaven per davall del llindar de pobresa.

## Poblacions més properes
El següent diagrama mostra les poblacions més properes.